# محاكاة الخزانات الجوفية
محاكاة الخزانات الجوفية (Reservoir simulation) هو فرع من العلوم المنبثقة من هندسة الخزانات الجوفية، والتي تعنى بالنمذجة الحاسوبية لتوقع تدفق الموائع والتي تكون عادة النفط أو الماء أو الغاز الطبيعي والتي تتواجد في الأوساط المسامية النافذة.